# Османські архіви
Османські архіви — колекція історичних джерел, що відносяться до Османської імперії, і матеріали 39 країн, чиї території повністю або частково в різний час були частиною цієї імперії, в тому числі 19 країни Близького Сходу, 11 країн ЄС і Балкан, три на Кавказі, дві в Центральній Азії, Кіпр, а також Ізраїль і Туреччина.
Основна колекція Османських архівів (Başbakanlık Osmanlı Arşivleri) займає Центральний Державний архів (Devlet arşivleri) в Стамбулі.
У 2013 році архіви переїхали в район Кягитхане (Kağıthane) Стамбула.

## Історія
Османські архіви містять документи, починаючи з раннього періоду до царювання султана Сулеймана в XVI столітті. Систематизація записів сучасного архіву почалася в 1847 році зі створення Hazine-i Evrak. Спочатку будівля архіву була розташована на території великого візира в Гюльхані і містила кілька основних груп документів: записи Імперської Ради (Divan-i Hümayun) і записи великого візира (Bab-i Ali), а також звіти фінансових відділів (Maliye) і кадастри (tapu tahrir defteri), бухгалтерську звітність, дипломатичні записи. У 1846 році османський дипломат і державний діяч Мустафа Паша (Mustafa Reşid Paşa) наказав побудувати нову будівлю для архівів. Будівля була побудована за проектом архітектора Гаспаре Фоссаті у 1848 році. Мухсін Ефенді був призначений керівником архівів.
Зі створенням Республіки Hazine-i Evrak був перетворений в Başvekalet Arşiv Umum Müdürlüğü (Генеральна дирекція прем'єр-міністра) і пізніше в Başbakanlık Arşiv Genel Müdürlüğü. У цей період колекція поповнилася документами республіки дев'ятнадцятого століття.
Одночасно турецькі вчені зайнялися класифікацією і створенням каталогів матеріалів з 1910-х років. В даний час каталогізація архівів колекції триває.
Після більш ніж вікового зберігання архівів в центрі старого міста, Османські архіви переїхали в 2013 році в район Кягитхане Стамбула.
Всі бажаючі працювати в архіві перед використанням будь-якого з ресурсів архіву повинні отримати ідентифікаційну карту. Всі турецькі громадяни мають право на доступ до архівів при пред'явленні національної ідентифікаційної картки. Нетурецькі громадяни мають право на отримання ідентифікатора при пред'явленні своїх паспортів з візою або дозволом на проживання в Туреччині (ikamet tezkiresi).

## Архіви і геноцид вірмен
Османські Архіви містять не тільки інформацію про Османську династію і Османську державу, а й про кожну націю, яка входила раніше до складу імперії. При цьому багато вірменських дослідників, в тому числі Ара Сарафян, Танер Акчам (відомі своїми дослідженнями по геноциду вірмен), що бажали скористатися Османськими архівами в Стамбулі для цитування документів при написанні книг, стверджували, що їм перешкоджали при допуску до архівів.
В Європарламенті свого часу підкреслювали, що Туреччина повинна використовувати святкування столітньої річниці Геноциду вірмен як важливу можливість визнати геноцид вірмен і відкрити свої архіви для вчених.
За даними сайту WikiLeaks, Туреччина знищила архіви, які стосувалися Геноциду вірмен, як компромат на турків:
|  | Згідно з матеріалами університету Сабанчі, були зроблені серйозні зусилля, щоб очистити архіви від будь-яких компрометуючих документів, що стосуються вірменського питання. Перша чистка відбулася в 1918 році, коли союзні війська окупували Стамбул … Частина важливих документів була «вкрадена» з архівів. |